# Бреднев, Александр Анатольевич
Александр Анатольевич Бреднев (род. 1988, Оренбургская область, Россия) — российский легкоатлет, который специализируется в беге на короткие дистанции.

## Карьера
Чемпион России на дистанции 100 метров 2013 года с результатом 10,38. Чемпион России в помещении 2013 года в беге на 60 метров. На Универсиаде 2013 года дошёл до полуфинала. Победитель соревнований Moscow Challenge 2012 года в беге на 200 метров с результатом 20.58 с. 
На Чемпионате России по легкой атлетике 2011 — золото, 100 м — 10.42 с. 
На Чемпионате России по легкой атлетике в помещении 2012 — золото, 60 м — 6,72 с. 
На Чемпионате России по лёгкой атлетике в помещении 2013 — золото, 60 м — 6,68 с. 
На Чемпионат России по лёгкой атлетике 2013 — золото, 100 м — 10,38 с.
На Чемпионате мира 2013 года вышел в четвертьфинал на дистанции 100 метров.